# Cape Byron Light
Das Cape Byron Light ist ein aktiver Leuchtturm bei Cape Byron in New South Wales, Australien. Der Leuchtturm liegt am östlichsten Punkt des Festlandes von Australien, rund drei Kilometer nordöstlich der Stadt Byron Bay und der Turm ist der lichtstärkste Leuchtturm Australiens mit 2.200.000 cd.

## Geschichte
Der Turm wurde im Stil von James Barnet durch Charles Assinder Harding, der auch Norah Head Light und Point Perpendicular Light erbaute, errichtet. Der Bau begann im Jahr 1899 und kostete £ 10.042, £ 8.000 die Apparatur und die Laterne und £ 2.600 der Straßenbau aus der Stadt Byron Bay.
Beendet wurde der Bau mit einer Feier am 30. November 1901 und einem großen Festbankett, wozu ein Spezial-Eisenbahnzug Besucher aus Lismore und Murwillumbah brachte, einschließlich des Premierministers John See von New South Wales, der von Sydney aus mit dem Dampfer Victoria anreiste. Das Schiff kam jedoch wegen schlechten Wetters erst am folgenden Tag an. Deshalb fand die Eröffnung einen Tag später, am 1. Dezember 1901, statt.

## Licht, Lichterzeugung und Lichtstärke
Die Fresnellinse, die heute im Gebrauch ist, ist noch die ersteingebaute, die Henry-LePaute herstellte. Der Durchmesser der Linse beträgt 2 Meter; sie enthält 760 prismatisch geschliffene Gläser. Das ursprüngliche Licht wurde durch sechs Kerosindochtlampen erzeugt, die zusammen 145 000 cd erzeugten. Als sie 1922 ersetzt wurden, erreichte der neue Kerosinbrenner 500 000 cd. 1956 wurde die Anlage elektrifiziert und der Zeitmechanismus durch einen elektrischen Motor ersetzt. Seither ist eine 1000 Watt Halogenlampe im Einsatz. Die gesamte Lichtstärke wurde dadurch auf 2 200 000 cd gesteigert.
Der Leuchtturm leuchtet weiß in kurzen Intervallen, und kontinuierlich rot in den Nordosten, zu den Julian Rocks und über die nahen Riffe.

## Aussehen und touristische Informationen
Der Leuchtturm wurde aus einzelnen Steinblöcken erbaut und weiß angestrichen. Die Bausteine wurden aus dem Bauuntergrund geschlagen und mit Zement versetzt, anschließend sowohl innen als auch außen verputzt. Diese Technik sicherte eine hohe Festigkeit des Bauwerks. Der Leuchtturm befindet sich an der Lighthouse Road, östlich von Byron Bay. Der Leuchtturm und die Straße sind täglich geöffnet, Parkplätze sind vorhanden. Das gesamte Jahr über finden an Dienstagen und Donnerstagen geführte Touren statt. Im Sommer sind an Samstagen Reservierungen wünschenswert. 
Neben dem Turm befindet sich ein Leuchtturmwärterhaus, das ebenso weiß und der Sockel blau gestrichen ist. Es befinden sich auch zwei Häuser für die Leuchtturmwärter-Assistenten dort, in denen Touristen übernachten können.
Da dieser Leuchtturm sehr bekannt ist, besuchen ihn mehr als 500.000 Personen jedes Jahr. In der Bucht sind Walbeobachtungen (Whalewatching) möglich. Dort befindet sich das Whale Research Centre der Southern Cross University.

## Zuständigkeiten
Die Lichterzeugung wird von der Australian Maritime Safety Authority überwacht und das Gebäude wird vom Department of Environment, Climate Change and Water als ein Teil der Cape Byron State Conservation Area und durch den Byron Bay Headland Reserve Trust verwaltet.